# 미얀마 요리

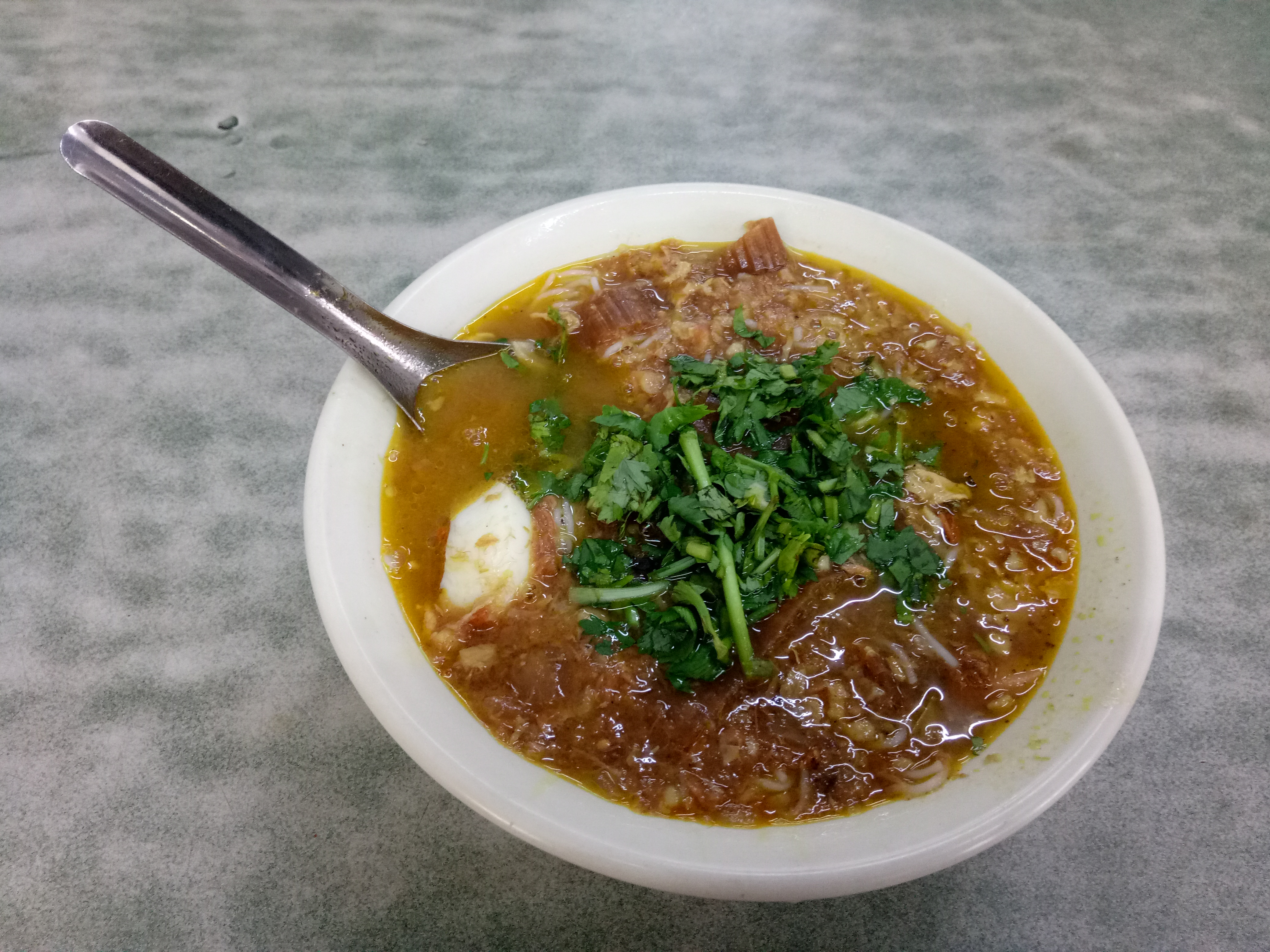
몬 힝가

미얀마 요리(Myanmar 料理, 버마어: မြန်မာ့ အစားအစာ 먄마 아사아사)는 대륙 동남아시아에 있는 미얀마의 요리이다. 닭고기 요리가 많으며, 주식은 쌀이다. 몬 힝가는 대표적인 미얀마인들의 음식으로 메기 육수로 만든 쌀 국수이다. 미얀마는 불교 국가이다 보니 음주가무는 불가하다. 그래서인지 술집이나 유흥가가 많지 않다. 맥주는 가게에서 쉽게 살 수 있으며 고급 양주는 극히 제한적이다. 미얀마의 음료수도 몇 종류 밖에 없는 데 거의 대부분 태국에서 수입한다. 미얀마에서 다국적 기업의 영업이 불가해서, 맥도날드, KFC, 피자헛 같은 패스트푸드점이 없다.

## 요리 목록
- 단바웃
- 몬
  - 몬 디
  - 몬 힝가
- 뿌이
- 아톳
  - 라페 톳
  - 틴보디 톳

## 같이 보기
- 동남아시아 요리